# خويفيرة كبيرة الزهر
خويفيرة كبيرة الزهر (الاسم العلمي:Koeleria macrantha) هي نوع من النباتات تتبع جنس الخويفيرة من الفصيلة النجيلية.